# Jean Gautier (médecin)
Pour les articles homonymes, voir Jean Gautier et Gautier.
Jean Gautier est un médecin français né à Rezé en province de Bretagne en 1678 et mort le 9 octobre 1743 à Montmorot. 

## Biographie
Chirurgien navigant, docteur régent de la Faculté de médecine de Nantes, il devient médecin chef de la Compagnie des Indes à Lorient en 1716. 
Il est le premier Français à inventer une machine à distiller l'eau de mer, que le Régent Philippe d'Orléans fait expérimenter à bord du Triton, navire partant pour le Sénégal en 1717. 
Il devient par la suite médecin-chef (chimiste) des salines de Lorraine et meurt le 9 octobre 1743 à Montmorot dans le Jura,.